# Anders Arfwedson (direktör)
Anders Arfwedson, född 1736 i Stockholm, död 1809, var superkargör och direktör för Ostindiska Companiet.

## Biografi
Anders Arfwedson var superkargör för Ostindiska Companiet med placering i Kanton (nuvarande Guangzhou) 1770-1777 och sedan direktör 1786-1806. Han reste ut 1769 med båten "Finland", den resa som beskrivits av skeppsprästen Jacob Wallenberg (1746-1778) i reseskildringen Min son på Galejan.
1783 köpte han godset Hedensö i Näshulta socken, Södermanland, och uppförde huvudbyggnaden av timmer 1806-1808.
Etnografiska museet i Stockholm har i sina samlingar ett 40-tal kinesiska musikinstrument förvärvade 1786 från Arfwedson. Då Ostindiska Companiets faktori låg i Kanton och utlänningar inte fick besöka andra delar av Kina är det sannolikt att musikinstrumenten införskaffats där. I Arfwedsons egen katalog, "Förteckning på Chinesiske Musicaliske Instrumenter", finns kinesiska namn på instrumenten vilka förmodligen är transkriberingar från kantonesiska.

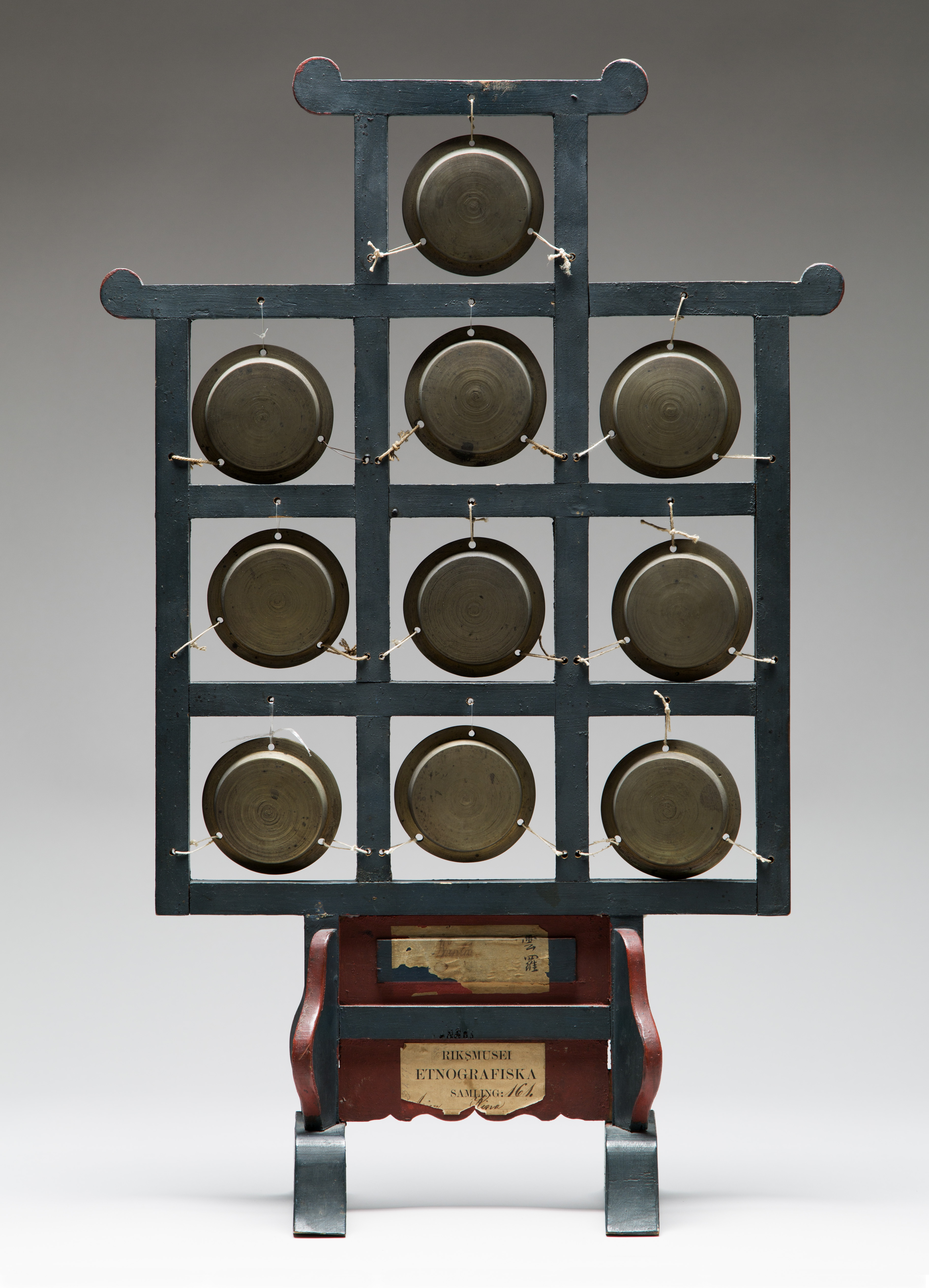
1786.01.0039. Idiofon från Kina, ur Etnografiska museets samlingar.

## Familj
Anders Arfwedson tillhörde säkten Arfwedson som son till grosshandlaren Abraham Arfwedson (1698-1779) och Maria Elisabet Pauli (född 1715). Hans far grundade handelshuset A & J Arfwedsson tillsammans med brodern Jakob Arfwedsson (1700-1784). Han hade fyra syskon - Carl Christopher (1735-1826), Charlotte (1741-1801), Jacob (1743-1812) och Catharina (1737-93). Han var vid sin död 1809 ogift och barnlös.